# Parasolmier
De Parasolmier (Atta colombica) is een mier uit het geslacht Atta. Het is een van de 47 soorten die bladeren kauwen.

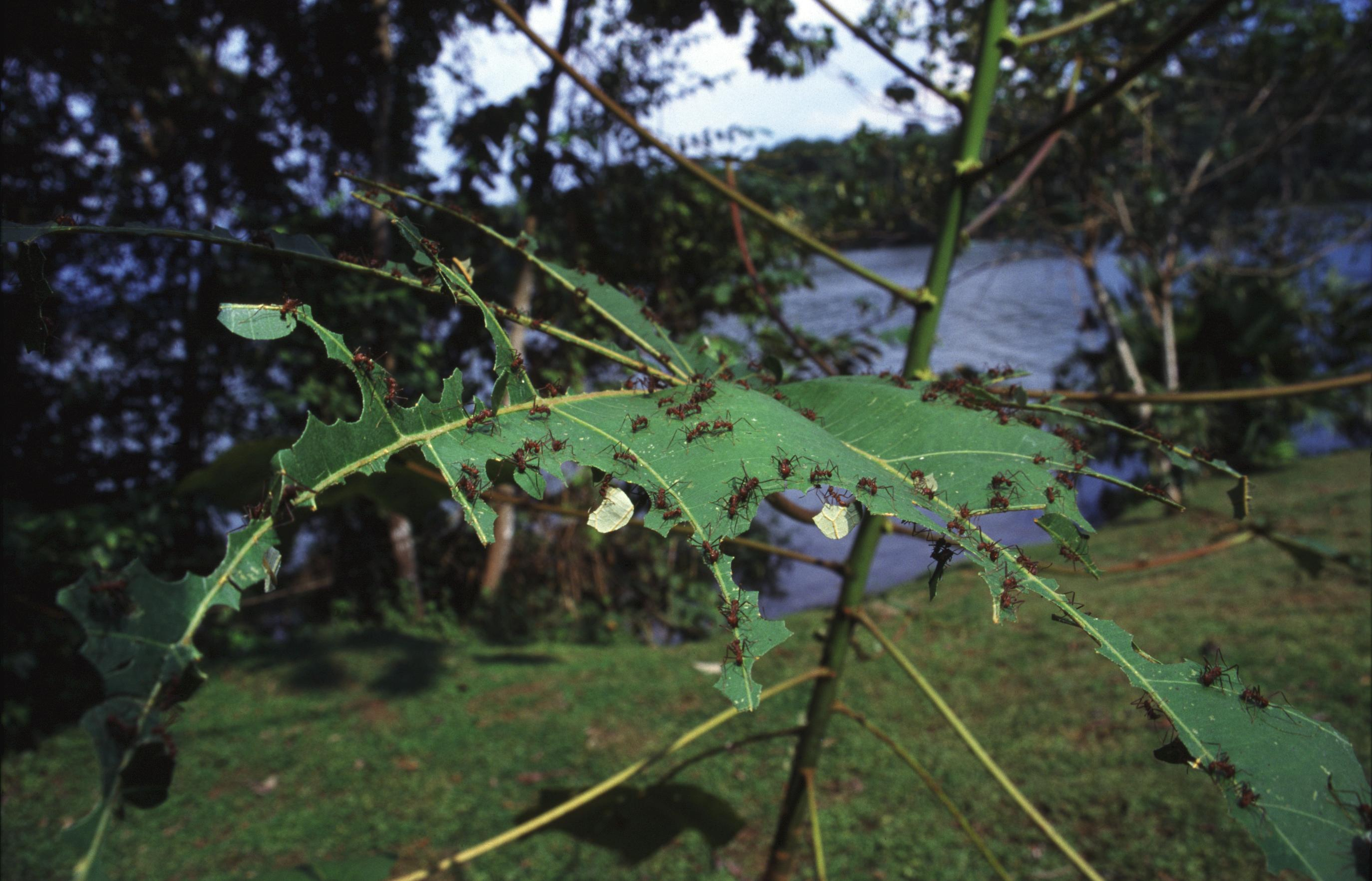
Atta colombica-werkers knippen een gehele plant kaal

## Foerageren
Parasolmieren knippen stukjes blad af met hun kaken en dragen deze als een soort parasol naar hun ondergrondse nest. Eenmaal in het nest worden de bladeren door kleinere werkstermieren fijngekauwd tot bladermoes. Dit bladermoes wordt opgeslagen waarbij het begint te schimmelen. De schimmels worden gebruikt als voedsel voor de mierenlarven.
Nesten zijn te herkennen aan de conische nestopeningen. Deze bestaan uit witgrijze schimmelresten die als pellets door de werkers naar buiten worden weggewerkt.

## Voorkomen
De soort komt voor in Guatemala, Honduras, Suriname, Colombia, Ecuador en delen van Costa Rica.